# Swoop (azienda)
Swoop era un compagnia aerea ultra low cost (ULCC) canadese di proprietà di WestJet. Presentata ufficialmente il 27 settembre 2017, la compagnia ha effettuato il suo volo inaugurale il 20 giugno 2018; mentre ha compiuto il suo ultimo volo il 28 ottobre 2023, venendo integrata in WestJet.
Swoop aveva sede a Calgary e il nome derivava dal desiderio di WestJet di "piombare" (o saltare) nel mercato canadese con un nuovo modello di business. Il 1º febbraio 2018, Swoop ha ufficialmente iniziato a vendere i biglietti al pubblico, annunciando l'aeroporto Internazionale John C. Munro di Hamilton come base principale e l'aeroporto Internazionale di Edmonton come base nell'Ovest. Nell'ottobre 2020, Swoop ha spostato la sua base orientale all'Aeroporto Internazionale di Toronto-Pearson.

## Storia
Nell'aprile 2017, WestJet ha annunciato che stava pianificando di lanciare una nuova compagnia aerea per entrare nel mercato in crescita dei vettori ultra low cost (ULCC) e competere con NewLeaf (ora Flair Airlines). Il lancio della compagnia era previsto per la fine del 2017, ma è stato posticipato a giugno 2018, per consentire a WestJet di riconfigurare gli aerei durante la primavera di quell'anno.
Swoop è stata lanciata ufficialmente il 27 settembre 2017, promettendo tariffe base inferiori del 40% rispetto a quelle di WestJet. I biglietti sono diventati disponibili per la vendita per la prima volta il 1º febbraio 2018.
Il 20 giugno 2018, Swoop ha ufficialmente inaugurato le operazioni di volo con due Boeing 737-800. Il primo volo è stato dall'aeroporto Internazionale John C. Munro Hamilton all'aeroporto Internazionale di Abbotsford, con passeggeri che hanno pagato una media di 103 dollari canadesi per il volo.
Il 2 agosto 2018, Swoop ha annunciato che sarebbe diventata la prima compagnia aerea ultra low cost canadese a volare negli Stati Uniti, lanciando voli per Las Vegas, Phoenix, Tampa, Orlando e Fort Lauderdale per tutto il mese di ottobre 2018. Swoop ha inoltre annunciato voli verso altre quattro destinazioni messicane e caraibiche a dicembre 2018 e gennaio 2019: Puerto Vallarta, Montego Bay, Cancún e Mazatlán. Il 20 ottobre 2018, Swoop ha ritardato il lancio dei voli statunitensi fino al 27 ottobre, a causa della mancanza dell'approvazione degli Stati Uniti. Il 24 giugno 2019, Swoop ha annunciato Los Cabos come nuova destinazione a partire da novembre. Il 19 dicembre 2019, Swoop ha annunciato tre nuove destinazioni stagionali estive tra cui Victoria, Kamloops e una destinazione statunitense, San Diego. Il 9 gennaio 2020, la compagnia ha espanso la sua rete della costa orientale con tre nuove destinazioni a St. John's, Charlottetown e Moncton.
Ad inizio 2023 WestJet, proprietaria della compagnia, ha annunciato che Swoop avrebbe operato il suo ultimo volo il 28 ottobre 2023. Ne ha assorbito tutte le operazioni di volo dal giorno successivo.

## Servizi
Swoop inizialmente offriva un'applicazione denominata "Swoop Stream", dove i passeggeri potevano visionare i film ed i programmi televisivi in streaming grazie all'internet presente a bordo. Tuttavia, a partire dal 1º marzo 2019, la compagnia ha iniziato a rimuovere i servizi di intrattenimento in volo gratuiti dalla sua flotta di Boeing 737-800 lasciando la possibilità di accedere all'app tramite un pagamento a minuti.

## Flotta
Al momento della chiusura ad ottobre 2023, la flotta di Swoop era così composta: